# Via del Software Libero

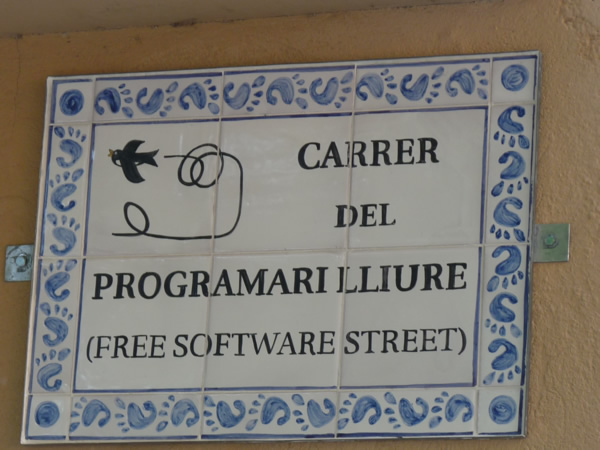
Cartello stradale con il nome della via

Via del Software Libero (in catalano Carrer del Programari Lliure, in inglese Free Software Street) è la prima via intitolata al software libero.
Si trova a Berga, in Spagna, ed è stata inaugurata il 3 luglio 2010 alla presenza di Richard Stallman.